# Canberrana hypera
Canberrana hypera är en stekelart som beskrevs av Boucek 1988. Canberrana hypera ingår i släktet Canberrana och familjen puppglanssteklar. Inga underarter finns listade.